# Lindsey Connell
Pour les articles homonymes, voir Connell.
Lindsey Connell est une actrice américaine.

## Filmographie

### Cinéma
- 1998 : Jerry and Tom : Sandra
- 1999 : Les Amants éternels : Hôtesse
- 1999 : Un de trop : Journaliste
- 2002 : Cube² : Hypercube : Julia
- 2007 : Une fiancée pas comme les autres : Victoria
- 2008 : Confessions of a Porn Addict : Felice

### Télévision

#### Séries télévisées
- 1992 : Beyond Reality (saison 2, épisode 11) : Jamie
- 1996 : Le Justicier des ténèbres (saison 3, épisode 17) : Julie Henderson
- 1997 : Nikita (saison 1, épisode 14) : Annie
- 1998 : Le damné (saison 1, épisode 1) : Desk Clerk
- 1998 : Black Harbour (saison 3, épisodes 4, 5, 6, 7 & 8) : Jessie
- 2000-2003 : Queer as Folk (11 épisodes) : Tracy
- 2006 : Angela's Eyes (saison 1, épisode 7) : Elaine Dexter* 2008 : M.V.P. (saison 1, épisode 3) : Julia
- 2008 / 2019 : Les Enquêtes de Murdoch (épisodes 1x06 / 13x03) : Jess Lacey / Doris Smothers
- 2013 : Hannibal (saison 1, épisode 4) : Marcy O'Halloran
- 2015 : Saving Hope (saison 4, épisodes 1, 3, 5 & 12) : Emily
- 2016 : Orphan Black (saison 4, épisode 4) : Portia Grossman
- 2017 : The Strain (saison 4, épisode 1) : Karen
- 2019 : The Handmaid's Tale : La Servante écarlate (saison 3, épisode 11) : B&B Econo Mom
- 2020 : Spinning Out : Linda

#### Séries d'animation
- 2001-2002 : Redwall (13 épisodes) : Rose

#### Téléfilms
- 1983 : The Accident de Donald Brittain : Lynn
- 1984 : The Other Kingdom de Vic Sarin : Christie
- 1992 : A Town Torn Apart de Daniel Petrie : Janie Quinn
- 1996 : Dilemmes (Critical Choices) de Claudia Weill : Leslie
- 1997 : A Prayer in the Dark de Jerry Ciccoritti : Deborah
- 1997 : Toutes les neuf secondes (Every 9 Seconds) de Kenneth Fink : Deb Rayner
- 1999 : Une fille dangereuse (The Wrong Girl) de David Jackson : Cynthia
- 2004 : A Very Married Christmas de Tom McLoughlin : Frantic Mother
- 2005 : L'Héritage de la passion (Murder in the Hamptons) de Jerry Ciccoritti : Secrétaire
- 2020 : Sous les coups de mon mari : l'affaire Lorena Bobbitt (I was Lorena Bobbitt) de Danishka Esterhazy : Dr Feister